# Instytut Polski w Bukareszcie
Instytut Polski w Bukareszcie (rum. Institutul Polonez din București) – polska placówka kulturalna w stolicy Rumunii podlegająca Ministerstwu Spraw Zagranicznych RP.

## Historia i działalność
Instytut Polski w Bukareszcie nastawiony jest na działania w zakresie dyplomacji publicznej i kulturalnej oraz promocję polskiej kultury, sztuki, nauki, edukacji, historii oraz języka polskiego. Współpracuje z takimi jednostkami jak: Instytut Adama Mickiewicza, Polski Instytut Sztuki Filmowej, Instytut Książki, Instytut Teatralny oraz Narodowy Instytut Fryderyka Chopina.
Instytut powstał w 1937, jako pierwsza tego typu polska placówka.
Powstał w 2001, początkowo przy ulicy Alexandru Constantinescu 46–48. Trzy lata później swoją działalność objął także Mołdawię. Od 2008 biuro mieści się pod obecnym adresem przy ulicy Popa Savu 28 w modernistycznej willi.
Wnętrze budynku zaprojektowali polscy architekci oraz urządzono meblami polskich projektantów. Siedziba pełni funkcję biurową oraz mieści mediatekę, zawierającą polsko- i rumuńskojęzyczne: księgozbiór (ok. 4000 tomów), filmy (ok. 220), muzykę (ponad 250 płyt). Wydarzenia takie jak koncerty czy spektakle organizowane są w różnych miejscach Bukaresztu.
Od 2009 Instytut Polski w Bukareszcie, podobnie jak pozostałe Instytuty, używa obecnego logotypu autorstwa Lecha Majewskiego.

## Dyrektorzy
- 2001–październik 2006 – Roland Chojnacki
- październik 2006–sierpień 2010 – Jarosław Godun
- sierpień 2010–kwiecień 2011 – Natalia Mosor, p.o. dyrektora
- kwiecień 2011–październik 2015 – Maja Wawrzyk
- 10 października 2015–2020 – Agnieszka Skieterska
- od 5 października 2020 – Natalia Mosor